# Rhinella arunco
Espèce
Synonymes
- Rana arunco Molina, 1782
- Bufo arunco (Molina, 1782)
- Bufo chilensis Tschudi, 1838

Statut de conservation UICN

 NT  : Quasi menacé
Rhinella arunco est une espèce d'amphibiens de la famille des Bufonidae.

## Répartition
Cette espèce est endémique du Chili. Elle se rencontre en dessous de 1 500 m d'altitude de Coquimbo dans la province de Elqui à Concepción dans la province de Concepción.

## Publication originale
- Molina, 1782 : Saggio sulla storia naturale del Chili. Bologna, p. 1-367 (texte intégral).